# Bavelile Hlongwa
Bavelile Gloria Hlongwa, née le 14 avril 1981 à Umzinto (en) et morte le  13 septembre 2019 à Hammanskraal (en),  est une ingénieure chimiste et femme politique sud-africaine, originaire du KwaZulu-Natal et membre du Congrès national africain (ANC). 
Elle siège à l’Assemblée nationale sud-africaine à partir de mai 2019 et est nommée vice-ministre des Ressources minérales et de l'Énergie la même année, fonction qu’elle occupe jusqu’à sa morte en septembre 2019.

## Biographie

### Jeunesse et carrière
Bavelile Gloria Hlongwa nait le 14 avril 1981 à Umzinto, dans l’ancienne province du Natal. Elle commence sa scolarité à l’école primaire de Ncazuka en 1989, puis poursuit ses études secondaires au lycée Sihle à partir de l’an 2000. Par la suite, elle étudie le génie chimique au campus Howard College de l'Université du KwaZulu-Natal où elle obtient un baccalauréat dans cette discipline.
Durant ses années universitaires, elle s’engage au sein de la Ligue des jeunes de l’ANC ainsi que dans diverses organisations étudiantes. Au moment de son décès, elle poursuit un master en administration publique.[réf. nécessaire]
Bavelile Gloria Hlongwa a occupé plusieurs postes de responsabilité au cours de sa carrière. En 1999, elle rejoint le Comité de développement communautaire local.[réf. nécessaire]
En 2011, elle se fait élire membre de l’Institut sud-africain des ingénieurs chimistes, et deux ans plus tard, en 2013, elle en est devenue la trésorière.
En 2017, elle est nommée vice-présidente exécutive du conseil d’administration de l’Agence nationale de développement de la jeunesse.
Bavelile Gloria Hlongwa commence sa carrière en tant qu’ingénieure chimiste chez Shell Downstream SA.
Elle y exerce le poste d’ingénieure de 2011 à 2013, avant d’occuper le rôle d’ingénieure de production chez Sapref de 2013 à 2015. 
Bavelile Gloria Hlongwa est nommée vice-présidente exécutive du conseil d’administration de l’Agence nationale de développement de la jeunesse en 2017, période durant laquelle elle occupait également le poste de vice-présidente du comité exécutif de convocation de l’Université du KwaZulu-Natal. Entre 2017 et 2019, elle siège en tant que membre non exécutif du conseil d’administration de la Dube Trade Port Corporation.
Par ailleurs, elle est membre non exécutif du conseil d’administration de l’Institut national de métrologie d’Afrique du Sud de 2018 à 2019.

### Parcours politique
Bavelile Gloria Hlongwa est élue présidente du conseil représentatif des étudiants (SRC) à l'Université du KwaZulu-Natal en 2009. Membre active de la Ligue de la jeunesse de l'ANC, elle fait également partie de l’équipe de travail de la branche KwaZulu-Natal de l’ANCYL et siège à plusieurs sous-comités entre 2013 et 2015. Par ailleurs, elle se montre critique à l’égard de la Ligue des femmes de l'ANC[réf. nécessaire].
En mai 2019, Bavelile Gloria Hlongwa est élue députée à l’Assemblée nationale d’Afrique du Sud. Elle prend officiellement ses fonctions le 22 mai 2019. Peu après, le 29 mai, le président Cyril Ramaphosa la nomme vice-ministre des Ressources minérales et de l’Énergie, travaillant aux côtés du ministre Gwede Mantashe. Elle prête serment le 30 mai 2019, devenant ainsi l’un des plus jeunes membres du gouvernement,.

## Décès
Bavelile Gloria Hlongwa meurt le 13 septembre 2019 dans un accident de la route. Un camion percute une scène d'accident sur laquelle elle se trouvait, causant la mort de Hlongwa et de trois autres personnes. 
L'accident survient près du pont Maubane, sur la N1 à Carousel Plaza à Hammanskraal. Le président Cyril Ramaphosa a exprimé sa profonde tristesse face à cette perte prématurée et a annoncé que des funérailles nationales seraient organisées en son honneur.

## Note et Références

### Note
- (En) Cet article est partiellement ou en totalité issu de l’article de Wikipédia en anglais intitulé « Bavelile Hlongwa » (voir la liste des auteurs).